# 제1대 세실오브첼우드 자작 로버트 세실

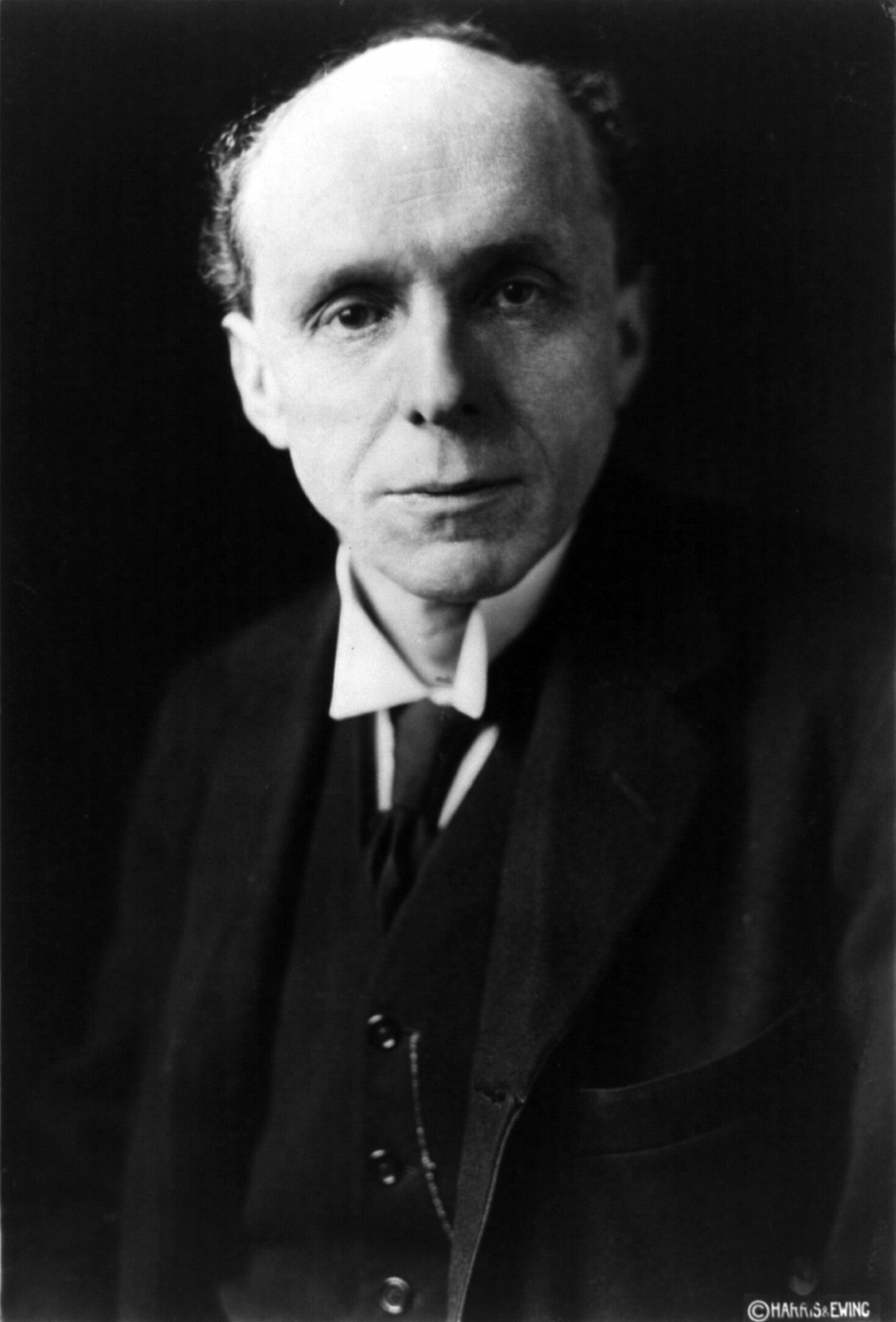
로버트 세실(1919년)

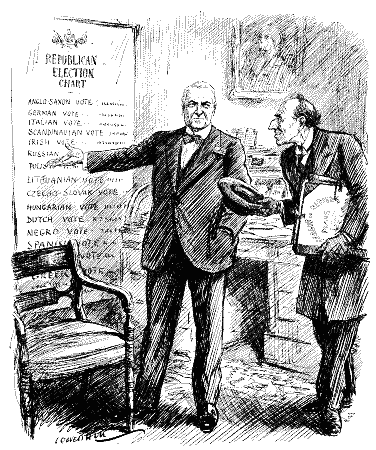
워런 G. 하딩 미국 대통령에게 국제 연맹에 관한 설명을 진행하고 있는 로버트 세실을 그린 만평. 1920년 11월 10일에 발행된 잡지 펀치에 게재되었다.

제1대 세실오브첼우드 자작 에드거 앨저넌 로버트 개스코인세실(Edgar Algernon Robert Gascoyne-Cecil, 1st Viscount Cecil of Chelwood, CH, 1864년 9월 14일~1958년 11월 24일) 또는 로버트 세실 경(Lord Robert Cecil)은 영국의 변호사, 정치인, 외교관이다. 그는 국제 연맹 창설의 주역 가운데 한 사람이었으며 오랜 세월 동안 국제 연맹에서 쌓아 온 공적을 인정받아 1937년 노벨 평화상을 수상했다.
그는 세 차례에 걸쳐 총리를 지낸 제3대 솔즈베리 후작 로버트 개스코인세실의 여섯 번째 아이이자 셋째 아들로 태어났으며 13세까지 가정 교육을 받았고 그 후 4년 동안 이튼 학교를 다녔다. 옥스퍼드 대학교에서 법학을 전공했는데 대개 토론자로 명성을 얻었다. 1887년 변호사 활동을 승인받았으며 1889년 엘리노어 램튼과 결혼했다. 1887년부터 1906년까지 대법원과 의회 등지에서 영미법을 정비하는 업무를 맡는 한편 《상법의 원칙 (Principles of Commercial Law)》의 공저자로 참가했다.
1906년 총선에서 보수당 후보로 출마했으며 1906년부터 1910년까지 의원을 지냈다. 1911년 두 차례에 걸쳐 실시된 총선에서 후보로 출마했지만 모두 낙선했고 같은 해에 실시된 재보궐선거에서 무소속 후보로 출마하여 당선된다. 제1차 세계 대전 때에는 적십자에서 근무했지만 1915년 연립 정권이 발족한 이후 1916년부터 1918년까지 외교부 부장관을 지내는 한편 적국에 경제적 압력과 통상 압력을 가하는 정책을 구상했다. 1916년 9월에는 국제 연맹 창설 등 전쟁 방지를 위한 비망록을 작성했다.
그는 에스페란티스토이기도 했으며 1921년에는 국제 연맹에 언어 문제 해결을 위해 에스페란토를 공용어로 채택하자고 제안하기도 했다.
제1차 세계 대전 이후 국제 연맹이 발족한 이래 1946년에 해체될 때까지 약 30년 동안 그의 생애는 대부분 국제 연맹과 관련되어 있었다. 1919년 파리 강화 회의에서 국제 연맹 영국 대표를 맡았으며 1920년부터 1922년까지 국제 연맹 남아프리카 자치령 대표를 맡았다. 1923년에는 5주 동안 미국에 체류하는 동안 미국 국민들에게 국제 연맹의 의의를 전했고 영국 정부로부터 자작 작위를 받게 된다. 그 후 1923년부터 1924년까지 영국 국새상서를 지냈으며 1924년부터 1927년까지 랭커스터 공작령 대법관을 지냈다.
1927년 제네바에서 열린 해군 회의에서 영국 측이 대영 제국과 자국의 무역 및 통신을 보호하기 위해서는 적어도 70척의 순양함이 필요하다는 입장을 밝히자 미국 측이 영국 측의 입장에 반대 입장을 내는 바람에 양측의 협상은 결렬되고 만다. 미국 정부는 순양함의 크기와 대포의 구경을 영국에 양보하는 대신 영국 해군의 순양함을 70척에서 50척으로 감축하자고 영국 정부에 제의했지만, 영국 정부는 미국 정부의 순양함 감축 제안을 거부하고 협상에 응하지 않았다. 당시 그는 영국 대표단의 일원으로 참가하고 있었지만 영국과 미국 양측의 협상이 결렬되자 사퇴했다.
1923년부터 1945년까지 국제 연맹 영국 위원회 대표를 지내는 동안 프랑스 성직자들과 함께 국제 평화 캠페인을 벌였으며 1918년부터 1944년까지 버밍엄 대학교 총장을 맡았다. 1924년 우드로 윌슨 기금으로부터 평화상을 수상했으며 1937년 노벨 평화상을 수상했다.

## 서훈
- 1923년 자작 작위(1st Viscount Cecil of Chelwood) 서임
- 1956년 컴패니언 오브 아너(Order of the Companions of Honour, CH)